# Krasica, Bakar
Krasica je naselje na Hrvaškem, ki upravno spada pod mesto Bakar; le-ta pa spada pod Primorsko-goransko županijo.
Krasica (prej Donja Krasica) je naselje v Hrvaškem primorju. Leži nad Bakarskim zalivom na nadmorski višini 200 m med Škrljevim in Praputnjakom. V naselju stoji župnijska cerkev Blažene Djevice Marije Karmelske. Tu je imela plemiška rodbina Zrinski gozdove, ki so sedaj izkrčeni, iz katerih so pridobivali les za gradnjo svojih ladij.

## Demografija
| Pregled števila prebivalcev po letih | Pregled števila prebivalcev po letih | Pregled števila prebivalcev po letih | Pregled števila prebivalcev po letih | Pregled števila prebivalcev po letih | Pregled števila prebivalcev po letih | Pregled števila prebivalcev po letih | Pregled števila prebivalcev po letih | Pregled števila prebivalcev po letih | Pregled števila prebivalcev po letih | Pregled števila prebivalcev po letih | Pregled števila prebivalcev po letih | Pregled števila prebivalcev po letih | Pregled števila prebivalcev po letih | Pregled števila prebivalcev po letih |      |      |
| ------------------------------------ | ------------------------------------ | ------------------------------------ | ------------------------------------ | ------------------------------------ | ------------------------------------ | ------------------------------------ | ------------------------------------ | ------------------------------------ | ------------------------------------ | ------------------------------------ | ------------------------------------ | ------------------------------------ | ------------------------------------ | ------------------------------------ | ---- | ---- |
| 1857                                 | 1869                                 | 1880                                 | 1890                                 | 1900                                 | 1910                                 | 1921                                 | 1931                                 | 1948                                 | 1953                                 | 1961                                 | 1971                                 | 1981                                 | 1991                                 | 2001                                 | 2011 | 2021 |
| 2229                                 | 1906                                 | 1718                                 | 1660                                 | 1472                                 | 1305                                 | 1748                                 | 1303                                 | 1014                                 | 1015                                 | 1033                                 | 1072                                 | 1067                                 | 1151                                 | 1295                                 | 1353 | 1325 |